# Minauto
Minauto es un fabricante español de automóviles propiedad del grupo francés AIXAM-MEGA.

## Historia
Minauto es una marca de vehículos sin carnet creada en 2008 por Aixam-Mega Ibérica SL, filial española del grupo Aixam-Mega, líder mundial en la fabricación de este tipo de vehículos. Minauto utiliza motores de la marca japonesa Kubota.

## Datos Técnicos
- Motor:  Diesel (Kubota)
- Cilindrada:  400 cm³
- Largo:  2 736 cm
- Ancho:  1 492 cm
- plazas:  2
- Volumen maletero:  600 l
- Masa en vacío:  350 kg
- Velocidad máxima:  45 km/h
- Consumo: 2,96l/100 km